# Ostercappeln
Ostercappeln è un comune di 9 890 abitanti, della Bassa Sassonia, in Germania.
Appartiene al circondario (Landkreis) di Osnabrück (targa OS).